# Josef Diefenthal
Josef Diefenthal (Euskirchen, 5 ottobre 1915 – Euskirchen, 13 aprile 2001) è stato un militare tedesco, comandante delle Waffen-SS e criminale di guerra.

## Biografia

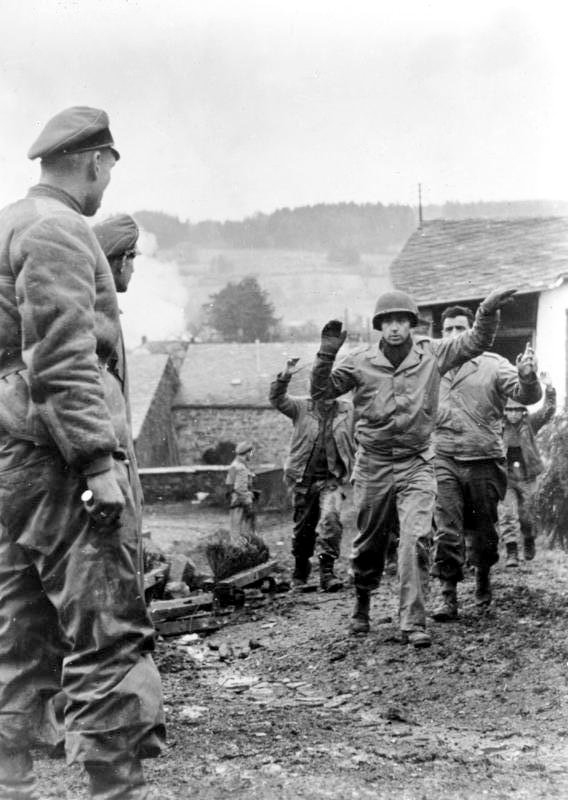
Diefenthal osserva i soldati americani del 119º reggimento di fanteria mentre si arrendono a Stoumont, in Belgio, il 19 dicembre 1944.

Figlio di un ispettore della Deutsche Reichsbahn, si arruolò in giovane età nella Hitlerjugend e poi nelle SS nel 1935. Si distinse particolarmente nelle battaglie in Polonia, sul fronte occidentale nel 1940 e sul fronte orientale nel 1941, in Normandia, nelle Ardenne e nella difesa del Reich. Dopo l’offensiva delle Ardenne, Diefenthal e il resto del battaglione fu schierato in Ungheria, con la successiva ritirata raggiunse l’Austria nell'aprile 1945 dove fu fatto prigioniero e portato in carcere a Landsberg.
Al processo per il massacro di Malmedy è stato giudicato colpevole di crimini di guerra, avvenuti proprio durante l'offensiva delle Ardenne, per aver impartito gli ordini e per aver approvato personalmente l'omicidio di almeno un prigioniero di guerra statunitense.
Diefenthal fu condannato a morte, la pena fu poi commutata in ergastolo nel 1951 e quindi rilasciato nel 1956. Da quel momento tornò a vivere a Euskirchen dove morì nel 2001.
È stato insignito della Croce di Cavaliere della Croce di Ferro il 5 febbraio 1945 per le azioni nell'Offensiva delle Ardenne al comando della 1. SS-Panzer-Division "Leibstandarte SS Adolf Hitler".